# 裴邃 (澄城县子)
裴邃（？—？），字仲延，河东郡闻喜县（今山西省运城市闻喜县）人，出自河东裴氏的中眷裴第二房，北魏、西魏官员。

## 生平
裴邃的父亲裴秀业是北魏天水郡太守，死后被赠予平州刺史。裴邃性情方正严肃，为州中同乡尊敬。裴邃以散骑常侍、奉车都尉为起家官，屡次升任谏议大夫、司空从事中郎。大统三年（537年），东魏入侵，裴邃集合乡亲，在各处险要之地防守。当时东魏以正平郡设为东雍州，派遣将领司马恭镇守。司马恭经常派遣间谍，煽动百姓。裴邃秘密派遣都督韩僧明入城，劝谕司马恭部下将士，当即有五百多人答应做内应。约定的时间未到，司马恭知道了此事，于是弃城连夜逃走，东雍州因此归附西魏。等到李弼进攻东魏，裴邃为他做向导，许多地方都投降了。宇文泰称赞裴邃，特意赏赐给衣物，封裴邃澄城县子，食邑三百户，进号安东将军、银青光禄大夫，加散骑常侍、太尉府司马，出任正平郡太守。裴邃不久在任内去世，朝廷赠予仪同三司、定州刺史。

## 家庭

### 兄弟
- 裴季和，曲沃县县令

### 子女
- 裴文举，北周骠骑大将军、开府仪同三司、南青州刺史、澄城县公
- 裴玑，北周骠骑将军、左光禄大夫、帅都督、闻喜县县令[1]